# 나카가와 리카
나카가와 리카(일본어: 中川 梨花, 1998년 4월 21일 ~ )는 일본의 배우이다.